# Uttar Latabari
Uttar Latabari is een census town in het district Alipurduar van de Indiase staat West-Bengalen.

## Demografie
Volgens de Indiase volkstelling van 2001 wonen er 14.447 mensen in Uttar Latabari, waarvan 51% mannelijk en 49% vrouwelijk is. De plaats heeft een alfabetiseringsgraad van 69%.